# Віктор-Влад-Деламаріна
Віктор-Влад-Деламаріна (рум. Victor Vlad Delamarina) — село у повіті Тіміш в Румунії. Адміністративний центр комуни Віктор-Влад-Деламаріна.
Село розташоване на відстані 356 км на північний захід від Бухареста, 53 км на схід від Тімішоари.

## Населення
За даними перепису населення 2002 року у селі проживали 460 осіб.
Національний склад населення села:
| Національність | Кількість осіб | Відсоток |
| -------------- | -------------- | -------- |
| румуни         | 436            | 94,8%    |
| угорці         | 14             | 3,0%     |
| українці       | 10             | 2,2%     |

Рідною мовою назвали:
| Мова       | Кількість осіб | Відсоток |
| ---------- | -------------- | -------- |
| румунська  | 439            | 95,4%    |
| угорська   | 14             | 3,0%     |
| українська | 7              | 1,5%     |